# Robert Dwayne Gruss

Wappen von Robert Dwayne Gruss als Bischof von Saginaw

Wappen von Robert Dwayne Gruss als Bischof von Rapid City

Robert Dwayne Gruss (* 25. Juni 1955 in Texarkana, Arkansas) ist ein US-amerikanischer Geistlicher und römisch-katholischer Bischof von Saginaw.

## Leben
Robert Dwaine Gruss empfing am 2. Juli 1994 die Priesterweihe für das Bistum Davenport.
Papst Benedikt XVI. ernannte ihn am 26. Mai 2011 zum Bischof von Rapid City. Der Erzbischof von Saint Paul and Minneapolis, John Clayton Nienstedt, spendete ihm am 28. Juli desselben Jahres die Bischofsweihe; Mitkonsekratoren waren Samuel Joseph Aquila, Bischof von Fargo, sowie Martin John Amos, Bischof von Davenport.
Papst Franziskus ernannte ihn am 24. Mai 2019 zum Bischof von Saginaw. Die Amtseinführung fand am 26. Juli desselben Jahres statt.